# Magnezijev oksid
Magnezijev oksid (MgO) ili magnezija je bijeli higroskopni čvrsti mineral koji se prirodno pojavljuje kao periklas i izvor magnezija (vidi također oksid). Empirijska formula je MgO. Čini ga rešetka iona Mg2+ i O2- povezanih ionskom vezom. Magnezijev hidroksid formira u prisutnosti vode (MgO + H2O → Mg(OH)2), no zagrijavanjem se preinačuje čime mu se odvaja vlaga. U povijesti poznat pod imenom magnezija alba (doslovno, bijeli mineral iz magnezije - drugi izvori daju magnezija albu kao MgCO3). Nije isto što i magnezija negre, crni minerala čiji je sastojak mangan.  Dok se "magnezijev oksid" obično odnosi na MgO, magnezijev peroksid MgO2 također je poznat.  Prema predviđanju evolucijske kristalne strukture, MgO2 je termodinamički stabilan kod tlaka iznad 116 GPa (gigapascala), a poluvodički podoksid Mg3O2 je termodinamički stabilan iznad 500 GPa. MgO je stabilan pa ga se primjenjuje kao modelni sustav za ispitivanje vibracijskih svojstava kristala. Talište je na 2852 °C, gustoće je 3,58 g/cm3 i tlak para od 10 – 4 Torr pri 1300 °C. Z-omjera je 0,411.

## Proizvodnja
Proizvodi se kalcinacijom magnezijevog karbonata ili magnezijevog hidroksida. Potonji se dobiva se tretiranjem otopina magnezijevog klorida, tipično morske vode vapnom.
Mg2+  + Ca(OH)2  →  Mg(OH)2  +  Ca2+
Kalciniranje na različitim temperaturama proizvodi magnezijev oksid različite reaktivnosti. Visoke temperature od 1500 do 2000 °C smanjuju raspoloživu površinu i proizvode "na mrtvo" spaljenu magneziju, nereaktivni oblik koji se koristi kao vatrostalni ozid. Temperatura kalcinacije 1000 – 1500 °C proizvodi tvrdo spaljenu magneziju, ograničene reaktivnosti a kalciniranjem na nižoj temperaturi (od 700 do 1000 °C) proizvodi reaktivnu magneziju, također poznatu kao kaustična kalcinirana magnezija. Iako neki raspadi karbonata u okside pojavljuje pri temperaturama ispod 700 °C, čini se da rezultirajući materijali ponovno apsorbiraju ugljični dioksid iz zraka.

## Mjere opreza
Udisanje para magnezijeva oksida može prouzročiti ljevačku (metalnu) groznicu.